# 867 Kovacia
A 867 Kovacia (ideiglenes jelöléssel 1917 BS) a Naprendszer kisbolygóövében található aszteroida. Johann Palisa fedezte fel 1917. február 25-én, Bécsben.